# Korelacijska matrika
Korelacijska matrika {\displaystyle n\!\,} slučajnih spremenljivk, ki se jih označuje z {\displaystyle X_{1},\dots ,X_{n}\!\,}, je matrika z razsežnostjo {\displaystyle n\times n\!\,} in z elementi {\displaystyle r_{i,j}\!\,}, kjer je:
- {\displaystyle r_{i,j}\!\,} – korelacijski koeficient dveh slučajnih spremenljivk {\displaystyle X_{i}\!\,} in {\displaystyle X_{j}\!\,}.

Korelacijska matrika je simetrična, ker je korelacijski koeficient (korelacija) med {\displaystyle X_{i}\!\,} in {\displaystyle X_{j}\!\,} enak kot med {\displaystyle X_{j}\!\,} in {\displaystyle X_{i}\!\,}. Na diagonali ima same enice, matrika je pozitivno semidefinitna.

## Zgled[1]
{\displaystyle r_{ij}={\begin{bmatrix}1&r_{12}&r_{13}&\dots &r_{1m}\\r_{21}&1&r_{23}&\dots &r_{2m}\\r_{31}&r_{32}&1&\dots &r_{3m}\\\vdots &\vdots &\vdots &\vdots \\r_{m1}&r_{m2}&r_{m3}&\dots &1\\\end{bmatrix}}\!\,.}.

## Povezava s kovariančno matriko
Kadar se kot merilo za korelacijo uporablja Pearsonov koeficient korelacije, je korelacijska matrika enaka kovariančni matriki standardizirane slučajne spremenljivke {\displaystyle X_{i}/\sigma (X_{i})\!\,} za {\displaystyle i=1,2,\dots ,n\!\,}, kjer je:
- {\displaystyle \sigma \!\,} – standardni odklon